# Shenzhen Pengcheng Chess Club
Shenzhen Pengcheng Chess Club (chiń. 深圳市鹏城国际象棋俱) – chiński klub szachowy z siedzibą w Shenzhen, mistrz kraju z 2023 roku.

## Historia
Klub powstał w 2005 roku. W 2016 roku zadebiutował w dywizji A Chinese Chess League. Rok później klub, startując pod nazwą Shenzhen Longgang, uzyskał piąte miejsce. W 2018 roku zespół również zajął piąte miejsce w lidze. Sezon 2019 klub zakończył uzyskaniem trzeciej pozycji w lidze. W sezonie 2022 zespół był piąty. W 2023 roku Shenzhen Pengcheng dotarł do finału rozgrywek o mistrzostwo kraju, w którym pokonał z Hangzhou Bank, zdobywając tytuł. Skład drużyny stanowili wówczas: Wang Hao, Xue Haowen, Zhou Weiqi, Ye Jiangchuan, Song Yuxin, Li Xueyi i Xu Tong. W 2024 roku klub wygrał rundę wstępną ligi, jednak nie awansował po półfinału rozgrywek.

## Arcymistrzowie w historii klubu
- Zawen Andriasjan[11]
- Iwan Czeparinow[12]
- Nana Dzagnidze[13]
- Wasyl Iwanczuk[11]
- Li Shilong[13]
- Liang Jinrong[11]
- Liu Qingnan[11]
- Arkadij Naiditsch[11]
- Peng Zhaoqin[11]
- Aleksandr Predke[13]
- Richárd Rapport[11]
- Aleksandr Riazancew[13]
- S.P. Sethuraman[11]
- Anna Uszenina[11]
- Wang Hao[11]
- Wang Zili[11]
- Wen Yang[14]
- Xu Yinglun[13]
- Ye Jiangchuan[14]
- Zhao Jun[15]
- Zhou Jianchao[12]
- Zhou Weiqi[8]